# Kokolajnščak
Kokolajnščak – wieś w Słowenii, w gminie Sveti Jurij ob Ščavnici. 1 stycznia 2017 liczyła 81 mieszkańców.